# Eva Figes
Eva Figes, född 15 april 1932 i Berlin, död 28 augusti 2012, var en engelsk författare, litteraturkritiker och feministisk forskare.
Figes har skrivit romaner, litteraturkritik, feministiska studier och memoarer från hennes barndom i Berlin. Hon flydde från Berlin till England med sina föräldrar 1939.
Gifte sig 1955 med John Figes. De fick två barn Kate och Orlando, som båda är författare.
Hon vann den brittiska tidningen The Guardians romanpris för hennes andra roman; "Winter Journey" 1967.
På svenska finns följande böcker utgivna:
- Equinox (övers.: Gustaf Rudebeck) 1967
- Ljus (övers.: Margareta Ekström) 1985
- Nelly utan gårdag (övers.: Margareta Ekström) 1990
- Batteristen (övers.: Ulla Carlbom) 1968